# Піктське каміння

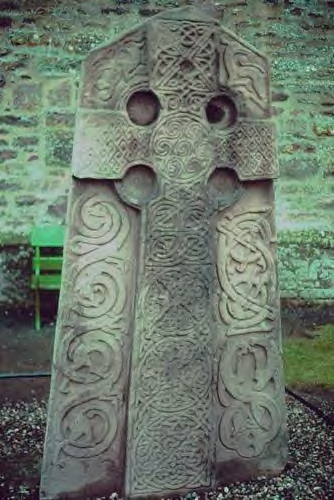
Піктський камінь з Аберлемно, клас II

Пі́ктське камі́ння — мегаліти, що стоять вертикально, мають різні форми, вкриті особливим орнаментом і малюнками на різні сюжети. Трапляються на території Шотландії північніше лінії Форт—Клайд. Зазвичай їх створення приписується піктам і датується VI–IX століттями н. е.

## Класифікація
Велику кількість інформації щодо піктських каменів було зібрано в книзі Д. Роміллі Аллена «Ранньохристиянські пам'ятки Шотландії», що вийшла на початку XX століття. У цій же книзі Аллен запропонував класифікацію піктських каменів на три групи:
- Клас I. Грубо оброблені камені і булижники, що містять особливі піктські узори і символи, зокрема — зображення бика, переламаної гілки, так званого «піктського звіра».
- Клас II. Ретельно обтесані кам'яні плити правильної форми, одна сторона яких повністю зайнята зображеннями, прикрашеними переплетеними візерунками хреста. Фон і зворотну сторону плити заповнюють символи і найрізноманітніші зображення, часто сюжетно не пов'язані.
- Клас III. Камені цього класу повторюють манеру прикрас каменів класу II, але виконані без будь-яких особливих символів.

Ця класифікація часом піддавалася критиці пізнішими дослідниками, проте досі досить поширена в литературі.

## Писемність
У 2010 році вчені з університету Ексетера на чолі з Робом Лі (Rob Lee) встановили, що різьблення на піктських каменях являє собою невідомий раніше вид писемності.
Вчені проаналізували весь масив символів, що трапляються на піктських каменях, і дійшли висновку, що різьблення дуже інформативне, щоб бути просто орнаментом. Частота зустрічальності і повторюваності окремих символів дозволяє стверджувати, що різьблення насправді містить якусь писемність. Вона ще не розшифрована, але дослідники впевнені, що написи зроблені піктською мовою, а не латиною, англосаксонською, норвезькою або якою-небудь із відомих кельтських мов.
Окремі символи, виділені вченими, нагадують різних тварин (собак, коней), предмети озброєння і домашнього господарства. Крім того, дослідники вважають, що і «кельтські вузли» (характерні «плетені» орнаменти) можуть містити якусь інформацію, будучи, таким чином, якимось примітивним різновидом писемності.

## Галерея
|                      |
| Aberlemno 1; Class I |

|                      |
| Aberlemno 4; Class I |

|                                                  |
| Brandsbutt Stone; Class I with ogham inscription |

|                          |
| Dunnichen Stone; Class I |

|                      |
| Eagle Stone; Class I |

|                          |
| Fiskavaig Stone; Class I |

|                         |
| Invereen Stone; Class I |

|                                     |
| Strathmartine Castle Stone; Class I |

|                        |
| Eassie Stone; Class II |

|                          |
| Woodwrae Stone; Class II |

|                                   |
| Aberlemno 3, front face; Class II |

|                                        |
| Aberlemno 3 rear face detail; Class II |

|                       |
| Monifieth 1; Class II |

|                                             |
| Hilton of Cadboll Stone (replica); Class II |

|                          |
| Dupplin Cross, Class III |

|                        |
| Monifieth 4; Class III |

|                        |
| Camus Cross; Class III |